# Орлы юриспруденции
«Орлы юриспруденции» (англ. Legal Eagles) — кинофильм. В Советском Союзе фильм выходил также под названиями «Крутые законники» и «Адвокаты экстра-класса».

## Сюжет
Фильм рассказывает историю двух юристов — адвоката Лоры Келли и помощника окружного прокурора Тома Логана. Том и Лора часто сталкиваются в процессах, но обстоятельства заставляют Лору попросить помощи у своего знакомого.
Объединяет их новое дело, связанное с похищением картины у Виктора Тафта, хозяина галереи. Исчезает картина, написанная покойным мистером Дирденом. Следствие подозревает в краже его дочь Челси Дердон, которая, в свою очередь, утверждает, что она её хозяйка. Картина была подарена ей на день рождения 18 лет назад и в этот же день картина якобы сгорела в страшном пожаре. В нём погиб её отец и, как сообщалось, погибли практически все его картины.
Челси утверждает, что картины уцелели и имеет место страховая афера, а её преследуют мошенники. Тафт явно пытается замести следы и взрывает склад, где хранилась вся его документация и деловая переписка. В ходе процесса адвокаты сталкиваются с активным сопротивлением преступников. Сначала происходит убийство Тафта неизвестными лицами, во время нахождения в квартире Тафта Челси. При этом убивают Тафта из пистолета Челси, с которым она пришла к Тафту, чтобы добиться истины в деле убийства своего отца. В ночь убийства Тафта Челси приходит к Тому и утром полицейские обнаруживают Челси и Тома в одной кровати. После скандала в прессе Том отстранён от процесса, но всё же решает помочь коллеге. Между Томом и Лорой возникает романтическая связь. Пытаясь разобраться с происходящим, Келли и Логан вечером нелегально посещают квартиру Тафта, и обнаруживают там убитого соучастника убийства Дирдена — Форрестера, а также прячущуюся Челси, которая устроила собственное расследование и пришла в квартиру Тафта по подброшенной записке с приглашением якобы от Тома. Адвокаты и Челси обращают внимание на то, что Тафт упоминал об одной из статуй в его коллекции как бесценной, хотя Челси считает её дешёвкой, и утверждает, что Тафт не ценил эти скульптуры. Как оказывается, именно внутри статуи и были спрятаны бесценные холсты. Однако забрать их в последний момент помешал детектив Кевена, решивший присвоить их себе. В последней схватке Логану удаётся убить его.

### Альтернативные концовки
Фильм имеет несколько альтернативных концовок, в том числе с виновной миссис Дирден и невиновной миссис Дирден, виновной в другом убийстве.

## В ролях
- Роберт Редфорд — Том Логан
- Дебра Уингер — Лора Келли
- Дэрил Ханна — Челси Дирден
- Брайан Деннехи — Кевена
- Теренс Стамп — Виктор Тафт
- Стивен Хилл[англ.] — Бауэр
- Кристин Барански — Кэрол Фримен
- Роско Ли Браун — судья Даукинс
- Грант Хеслов — Ашер
- Дэвид Кленнон — Бланчард
- Сара Ботсфорд[англ.] — Барбара
- Кристиан Клименсон — клерк
- Джей Томас — официант в ресторане